# أوروغوانيون
أوروغوانيون أو الشعب الأوروغوياني (بالإسبانية: Uruguayos)‏ وهم مواطني الأوروغواي. وتُعتبر البلد موطن لشعوب مٌختلفة الأصول. ونتيجة لذلك، الأوروغوانيون لا يرتبطون ببعضهم من حيث العِرق، ولكن من خلال المواطنة. وكما هو الحال في القارتين الأمريكيتين، تُعتبر الأوروغواي بوتقة تنصَهِر فيها مُختلف الشعوب، وتتميز بوجود إندماج ثقافي بين مُختلف الشعوب، ومن ثُم استيعاب الثقافات المُختلفة.